# 高岡寿成
高岡 寿成（たかおか としなり、1970年9月24日 - ）は、京都府相楽郡山城町（現・木津川市）出身の元陸上競技選手で、専門は中距離走・長距離走・マラソンランナー。現在は陸上競技指導者（花王陸上競技部監督）、スポーツ解説者などでも活動中。
主な実績として、1994年広島アジア競技大会では男子5000mと10000mの2種目を制覇。1996年アトランタオリンピック長距離走代表。2000年シドニーオリンピックは男子10000mでは7位入賞を果たす。2005年世界陸上ヘルシンキ大会男子マラソンで4位入賞。同年東京国際マラソン優勝など。
フルマラソンでは2時間6分16秒（2002年シカゴマラソン）のタイムをマーク、15年以上にわたって日本男子記録の保持者であったほか、3000m、5000m、10000mでもかつて日本記録を持っていた。
好きな言葉は「夢みることはできること」。現役時代にスランプの時、ファンからもらったメールにこの言葉があり、励まされたという。色紙にもこの言葉を書くことが多かった。
シドニー五輪開催中の2000年9月に長男が誕生、1児の父である。身長186 cm、体重64 kg。京都の洛南高校から龍谷大学を経てカネボウに入社し、カネボウ陸上競技部に所属。

## 略歴

### 高校入学まで
小学生時代は野球に熱中していたが、中学校では陸上部に入部した。1年生のときはのんびりとしたクラブ活動だったが、高岡が2年生になったとき、大学を出たばかりの陸上専門の教師が赴任してきた。幾度となく辞めようかと思ったほど練習内容は厳しいものになったが、常に全力で練習に取り組み、卒業まで陸上部に所属していたが、全国大会へ出場することはできなかった。

### 高校時代〜マラソン転向前
洛南高校時代に全国高校駅伝に3年連続出場し、3年次は4区を区間新記録で区間賞を獲得しチームの2位入賞に貢献したが、故障がちだったこともありトラックレースでは全くの無名であった。
その後、関東の大学からスカウトを受けるも、「箱根でつぶされたくない」と全て断り地元京都の龍谷大学に進学。龍谷大学4年次に5000mの日本記録を樹立した。
一般的には彗星のごとく登場したイメージがあるが、上記の通り全国高校駅伝を区間新記録で区間賞を獲得していたこともあり陸上競技界では一応の知名度があった。しかし大学3年次までは全日本インターカレッジでも目立った成績がなかった（3年次の5000m・5位が最高）こともあり、大学4年での大ブレイクは関係者から驚きの声が上がっていた。
大学で学年を重ねるごとに尻上がりに実績を積み上げたこと、また所属の龍谷大学は京都の大学であり、関東の学生にありがちな箱根駅伝によるバーンアウトの可能性が低いと思われていたことからスカウトが殺到したが、大学で活躍をし始める前の大学2年の頃から熱心に勧誘していたカネボウの伊藤国光監督に惹かれて同社に就職することになった。
1994年6月の日本選手権では5000mで優勝。レースでは花田勝彦・平塚潤らエスビー食品勢との強烈なデッドヒートが繰り広げられた。花田がラスト800mでスパートを仕掛け、追う高岡を平塚がラスト250mでかわし抑え込む形となり、花田が高岡に競り勝ち2位に終わった。同年10月に地元日本で開催された広島アジア競技大会では、男子長距離代表として5000mと10000mに出場。2種目共に優勝を果たし、2個の金メダルを獲得した。10000mでは平塚潤も銀メダルを獲得した。
1996年6月の日本選手権男子10000mでは残り200m時点で4位であったが、そこからエスビー食品勢の平塚潤・渡辺康幸をかわして2位に浮上すると、花田勝彦とのラストスパートを制し優勝。同年7月開催のアトランタ五輪男子長距離代表に選出されるが、アトランタ五輪10000m本番では予選落ちに終わった。
4年後、2000年9月開催のシドニー五輪にも、2大会連続で男子長距離代表に選出された。シドニー五輪10000m本番は、予選レースを通過して決勝進出。そして10000m決勝レースでも積極的な走りを見せて、見事五輪7位入賞の好成績を挙げた。5000mも予選レースを通過、決勝レースは15位だった。
2001年の10000mレースで、中山竹通の持つ従来の日本記録を更新。その後、マラソンへと転向する。

### マラソン転向後
初マラソンは2001年12月の福岡国際マラソンで、なんとか2時間10分を切っての3位でゴール。その翌2002年10月のシカゴマラソンでは、途中で大きく抜け出すも最後にハーリド・ハヌーシ（ アメリカ合衆国、元 モロッコ）、ダニエル・ジェンガ（ ケニア）に交わされて3位ながらも、従来の日本記録（以前は藤田敦史が2000年福岡国際マラソンで出した2時間06分51秒）を35秒も上回る2時間06分16秒でゴール、日本男子のマラソン新記録を打ち立てた。2018年2月25日の東京マラソンで設楽悠太が2時間06分11秒の記録を樹立する まで、15年あまりにわたりこの記録は日本記録であった。
2004年8月開催のアテネ五輪男子マラソン国内選考会である、2003年12月の福岡国際マラソンに出場したが、優勝した国近友昭と2位の諏訪利成にわずかに及ばず、3位と敗れた。アテネ五輪男子マラソン代表には補欠に甘んじる。2004年10月のシカゴマラソンでは又も3位、初マラソンから4大会連続でフルマラソン3位という成績が続いていた。
2005年2月に開催された東京国際マラソンでは、レース後半自らスパートしてからは独走となり、自身念願のフルマラソン初優勝を果たした。この成績により、同年8月開催の世界陸上選手権（ヘルシンキ）日本代表に即内定で選ばれた。その世界選手権男子マラソン本番では、銅メダル獲得の尾方剛には届かなかったが、粘り強い走りを見せ4位入賞を果たした（男子マラソン団体戦では日本代表として金メダルを獲得）。
2006年2月に開催された東京国際マラソン（同年限りで終了）では準優勝に終わったが、それまでフルマラソンは7戦走って、優勝1回、2位が1回、3位が4回、4位が1回という安定ぶりだった。又7戦のうち合計6回は、"サブ10（2時間10分を切る意味）"を達成しており、これは日本男子マラソン選手の当時最多記録でもあった（2020年現在は元公務員ランナー・川内優輝の13回がサブテン最多記録）。
しかし再び優勝を目指した2007年4月の長野マラソンでは、2時間15分台の7位に終わる。37歳となった同年12月の福岡国際マラソンに出走、翌2008年北京五輪男子マラソン代表を目指したが、中間点を過ぎて遅れ始め結局10位、前回アテネ五輪に続いて北京五輪も高岡の悲願であったマラソン代表選出はかなわなかった。
2009年3月、東京マラソン2009を最後に第一線から引退する事を表明。しかし29Km付近で左脹脛を痛めた影響により、35Km地点で自身マラソン初のリタイアとなる。高岡は「残念だけど、これ以上走るのは無理でした。僕らしい終わり方だったかな」と苦笑いを浮かべていた。
トラック、マラソンともに世界を舞台に戦い、ともに一定の国際的な評価を勝ち得た、近年の日本男子長距離界においては希有な存在。但し、高岡がフルマラソンを本格的に始めたのが30歳を過ぎてからなので、マラソン信仰の極端に強い日本において、高岡のマラソン挑戦への時期が遅過ぎた感はやはり否めなかった（それでも過去にはロサンゼルスオリンピックでカルロス・ロペス（ ポルトガル）が、37歳の高齢で出場し金メダルを獲得した例があった）。

### 引退後
現役を引退した後の同年4月、カネボウ陸上競技部のコーチに就任し指導者となった。その傍らで、2009年8月の世界陸上選手権（ベルリン）では、男子長距離走・マラソンの種目で初めてテレビの実況解説者を担当する。翌2010年1月の第15回全国都道府県対抗男子駅伝でも、ゲスト解説者として出演。また2012年8月のロンドンオリンピックと、及び2016年8月のリオデジャネイロオリンピックの各男子マラソン種目で、共にTV実況解説を務めていた。
2015年4月1日、前カネボウ陸上部監督だった音喜多正志と交代、同陸上部のコーチから監督へ昇格した。

## 記録
年次ベスト(太字は日本記録）
| 年度 | 5000m      | 10000m     | マラソン      |
| ---- | ---------- | ---------- | ------------- |
| 1987 | 14分58秒4  | 31分25秒99 | -             |
| 1988 | 14分48秒5  | 30分50秒15 | -             |
| 1989 | 14分40秒6  | 32分04秒   | -             |
| 1990 | 14分25秒55 | 30分00秒2  | -             |
| 1991 | 13分57秒4  | 30分20秒24 | -             |
| 1992 | 13分20秒43 | 29分28秒0  | -             |
| 1993 | 13分23秒98 | 28分28秒1  | -             |
| 1994 | 13分33秒31 | 27分59秒72 | -             |
| 1995 | 13分54秒66 | -          | -             |
| 1996 | 13分45秒52 | 27分49秒89 | -             |
| 1997 | 13分27秒56 | 27分53秒03 | -             |
| 1998 | 13分13秒40 | 27分50秒08 | -             |
| 1999 | 13分21秒08 | 27分53秒37 | -             |
| 2000 | 13分15秒34 | 27分40秒44 | -             |
| 2001 | 13分38秒87 | 27分35秒09 | 2時間09分41秒 |
| 2002 | 13分29秒77 | 28分17秒29 | 2時間06分16秒 |
| 2003 | 13分24秒66 | 28分03秒62 | 2時間07分59秒 |
| 2004 | 13分45秒90 | 28分00秒90 | 2時間07分50秒 |
| 2005 | 13分37秒70 | 28分04秒80 | 2時間07分41秒 |
| 2006 | 13分43秒39 | 28分30秒28 | 2時間09分31秒 |

その他自己ベスト
1500m・3分40秒20
3000m・7分41秒87　(日本歴代3位)

## 主要大会成績
| 年   | 大会               | 成績        | 種目     |
| ---- | ------------------ | ----------- | -------- |
| 1993 | ユニバーシアード   | 3位         | 5000m    |
| 1993 | 世界選手権         | 予選1組8位  | 5000m    |
| 1994 | 広島アジア大会     | 1位         | 5000m    |
| 1994 | 広島アジア大会     | 1位         | 10000m   |
| 1996 | オリンピック       | 予選2組12位 | 10000m   |
| 1997 | 世界選手権         | 決勝棄権    | 10000m   |
| 1998 | ワールドカップ     | 5位         | 3000m    |
| 1998 | バンコクアジア大会 | 決勝棄権    | 10000m   |
| 1999 | 世界選手権         | 予選2組14位 | 5000m    |
| 1999 | 世界選手権         | 12位        | 10000m   |
| 2000 | オリンピック       | 15位        | 5000m    |
| 2000 | オリンピック       | 7位入賞     | 10000m   |
| 2001 | 世界選手権         | 15位        | 10000m   |
| 2005 | 世界選手権         | 4位入賞     | マラソン |

## マラソン全成績
| 年月       | 大会                   | 順位 | 記録          | 備考                             |
| ---------- | ---------------------- | ---- | ------------- | -------------------------------- |
| 2001年12月 | 福岡国際マラソン       | 3位  | 2時間9分41秒  | 初マラソン                       |
| 2002年10月 | シカゴマラソン         | 3位  | 2時間6分16秒  | 男子マラソン日本最高記録         |
| 2003年12月 | 福岡国際マラソン       | 3位  | 2時間7分59秒  | アテネオリンピック選考レース     |
| 2004年10月 | シカゴマラソン         | 3位  | 2時間7分50秒  |                                  |
| 2005年2月  | 東京国際マラソン       | 優勝 | 2時間07分41秒 | マラソン初優勝                   |
| 2005年8月  | 世界陸上ヘルシンキ大会 | 4位  | 2時間11分53秒 | 団体戦では日本代表で金メダル獲得 |
| 2006年2月  | 東京国際マラソン       | 2位  | 2時間9分31秒  |                                  |
| 2007年4月  | 長野マラソン           | 7位  | 2時間15分00秒 |                                  |
| 2007年12月 | 福岡国際マラソン       | 10位 | 2時間13分40秒 | 北京オリンピック選考レース       |
| 2009年3月  | 東京マラソン           | DNF  | 途中棄権      | ラストラン                       |

## 高岡寿成の男子マラソン元日本記録
- 2時間06分16秒：2002年10月13日 シカゴマラソン

|                            | 5 km  | 10 km | 15 km | 20 km | ハーフ  | 25 km   | 30 km   | 35 km   | 40 km   | ゴール  |
| -------------------------- | ----- | ----- | ----- | ----- | ------- | ------- | ------- | ------- | ------- | ------- |
| タイム                     | 14:54 | 29:40 | 44:22 | 59:10 | 1:02:29 | 1:14:03 | 1:28:56 | 1:43:45 | 1:59:16 | 2:06:16 |
| 5kmごとスプリット          | 14:54 | 14:46 | 14:42 | 14:48 |         | 14:53   | 14:53   | 14:49   | 15:31   | 7:00    |
| 各5kmにおける1kmあたり平均 | 2:59  | 2:57  | 2:56  | 2:58  |         | 2:59    | 2:59    | 2:58    | 3:06    | 3:11    |